# Pernille Aalund
Pernille Teilmann Aalund (født 1. april 1962 i Brønshøj) er en dansk innovationsdirektør, chefredaktør, tv-vært, forfatter og foredragsholder.
Pernille Aalund begyndte sin karriere som tv-vært på Børnekanalen på den københavnske lokal-tv-station Kanal 2 og blev senere vært på Vis mig dit køleskab og derefter på TV3's talkshows Mænd ingen adgang og Pernilles Univers. Hun var stifter af kvindeportalen Oestrogen.dk, der senere blev overtaget af Aller Media. Aller Media A/S har desuden været Aalunds arbejdsplads, siden de valgte at udgive månedsmagasinet Q, som hun var både ide-kvinde til og chefredaktør for. Senere blev hun også chefredaktør for ugebladet Kig Ind, inden hun i 2007 byttede chefredaktørposterne ud med en stilling som direktør for alle Aller Medias magasiner, sideløbende med at hun stadig var tv-vært på QTV på Kanal 4. Senere blev hun innovationsdirektør hos Aller Media.
I 2015 flyttede Aalund til et billigt hus i en landsby for at ernære sig som foredragsholder om spirituelle og religiøse emner.
Aalund har som voksen fået diagnosen Aspergers syndrom, som er en form for autisme.
Aalund har forfattet flere bøger, bl.a. slankebogen 10 kilo, 10 uger og Hvad du ønsker skal du få – en succesguide for kvinder. I 2009 medvirkede hun i Line Baun Danielsens samtalebog Verdens bedste mor sammen med Anne-Mette Rasmussen og Anne Dorthe Tanderup.

## Bogudgivelser
- 10 taler om at give sig selv et nyt liv, People's Press, 2017
- 10 taler om kærlighed, People's Press, 2016
- 10 taler om at slippe frygten, People's Press, 2016
- 10 taler om at turde være sig selv, People's Press, 2016
- Svøm, tænk, spis, elsk, People's Press, 2015 og 2016
- Fra mig til dig, Politiken, 2012
- Hvad du ønsker, skal du få, Aschehoug, 2004, 2005, 2006, 2007 og 2015
- Andre veje – en bog fra oestrogen.dk, Ekstra Bladets Forlag, 2003
- Slanke ABC – en bog fra oestrogen.dk, Ekstra Bladets Forlag, 2002
- 10 kilo 10 uger, Ekstra Bladets Forlag, 2001, 2002, 2003, 2012
- Hvor meget kan man dø på en nat?, Møntergården, 1999, 2003
- Syv Qvinder, Lindhardt og Ringhof, 1998, 1999, 2001